# Град Источно Сарајево
Град Источно Сарајево је територијално највећи град у Републици Српској, односно Босни и Херцеговини. Према броју становника у Републици Српској се налази на петом, док се у Босни и Херцеговини налази на једанаестом мјесту. Од 1993. до 1996. године овај град носио је име Српски град Сарајево од 1996. до 2005. Град Српско Сарајево, а од 2005. Источно Сарајево{{напомена|Закон о измјенама Закона о територијалној организацији Републике Српске („Службени гласник Републике Српске”, број 103/05)}}. Једини је град у Републици Српској који обухвата више општина, а то су: Пале, Соколац, Источно Ново Сарајево, Источна Илиџа, Источни Стари Град и Трново. Према коначним подацима Пописа становништва БиХ из 2013. године за Републику Српску које је издао Републички завод за статистику у Граду Источном Сарајеву је пописано 59.916, а према коначним подацима Агенције за статистику БиХ 61.516 лица. Према процјени у 2024. години на територији града живи око 70.000 становника.
Град је настао током рата у БиХ, када је велики број градова подијељен на српске, муслиманске и хрватске дијелове. Током самог рата Српско Сарајево је обухватало много већу територију од оне која му је припала Дејтонским споразумом. Тада су се у граду поред данашњих дијелова налазили: Илиџа, Хаџићи, Илијаш, Вогошћа, као и друга насеља самог града Сарајева. Источно Сарајево настало је као уточиште за око 157.000 Срба који су током ратног егзодуса 1995. године били принуђени да напусте своја огњишта у Сарајеву. Они су се настанили на околним подручјима те изградили нови град, очувавши своју заједницу, идентитет и традицију.
Административни центар града Источно Сарајево смјештен је на територији општине Источно Ново Сарајево у улици Стефана Немање број 14.

## Географија

### Положај
Источно Сарајево се налази у источном дијелу Босне и Херцеговине. Смјештен је у  Сарајевско-романијској регији, чији се централни дијелови простиру у плодном Сарајевском пољу. Састоји се од 6 општина: Пале, Источно Ново Сарајево, Источни Стари Град, Источна Илиџа, Трново и Соколац, док је раније у свом саставу обухватао и општине Рогатица и Хан Пијесак.
Најјужнија тачка града налази се у општини Трново, а најсјевернија и најисточнија у општини Соколац, док је најзападнија тачка у подножју планине Игман у општини Источна Илиџа. Најнижа тачка града je у долини Жељезнице у атару насеља Војковићи и износи око 515 m. Највиша тачка се налази на планини Јахорини. Ријеч je о врху Огорјелица који има висину од 1.916 m и лоциран je у атару насеља Забојска у општини Трново. Укупна површина града Источно Сарајево износи 1.425,77 km². Територија града се састоји од два дијела (већег - 1.380,61 km² и знатно мањег - 45,16 km²), који су међусобно одвојени територијом општине Трново (ФБиХ), односно Кантона Сарајево.
Град граничи са укупно 13 општина. Граничне општине из Републике Српске су: Хан Пијесак, Калиновик и Рогатица, а из Федерације Босне и Херцеговине: Стари Град Сарајево, Нови Град Сарајево, Ново Сарајево, Центар Сарајево, Илијаш, Илиџа, Трново (ФБиХ), Олово, Пале-Прача и Фоча-Устиколина.

### Природна богатсва
У геолошкој грађи града Источно Сарајево доминирају кречњаци и доломити мезозојске старости. Громадасти доломити су најзаступљенији и присутни су на већем дијелу опитина Соколац и Источни Стари Град. Подручје града изграђују разноврсне стијене које су носиоци више врста минералних сировина. Истраживања су показала да на овом простору постоји технички грађевински камен и архитектонски украсни камен (кречњак и доломит), затим појаве барита, кварца, бакарних, оловних, манганских и жељезних минерализација. Према подацима ЈПШ „Шуме Републике Српске" а. д. Соколац из 2021. године шуме и шумска земљишта на подручу града Источно Сарајево имају површину од 96.375,22 ha. У структури шума и шумског земљишта доминирају листопадне и четинарске шуме са 70%.

#### Ријеке
Ријека Миљацка која извире у Палама, једна је од многих ријека ове регије настала спајањем Паљанске (извор Равна планина) и Мокрањске Миљацке (извор Кадино село). Жељезница настаје од Храсничког и Годињског потока, који извиру на планини Трескавици. Ријека Прача је лијева притока ријеке Дрине, извире на сјеверним падинама Јахорине на 1.540 метара надморске висине. Лукавичка ријека извире у мјесту Горњи Миљевићи и тече кроз: Доње Миљевиће и Лукавицу гдје се спаја са ријеком Тилавом и прави ријеку Добрињу. Ријека Тилава протиче кроз насеља Топлик и Тилава. Касиндолска ријека извире у подножју Јахорине, а улива се у Жељезницу.

#### Језера
На територији општине Источно Ново Сарајево налази се вјештачко језеро, мањих димензија, које представља један од најљепших симбола града, привлачећи све већи број туриста и пружајући идеално мјесто за одмор и рекреацију посјетиоцима града.

#### Планине
Град окружују планине Јахорина, Романија, Требевић, Трескавица, Бјелашница и Игман, које досежу и до 2.000 метара надморске висине. Јахорина, позната као олимпијска љепотица након Олимпијских игара 1984. године постала је син оним за врхунске скијашке стазе и природну раскош, привлачећи туристе током цијеле године својим панорамским пејзажима и разноврсним активностима. Романија, својим локалитетима попут Новакове пећине, назване по Старини Новаку и Црвеним стијенама изнад Мокрог, привлачи посјетиоце заинтересоване за културно-историјско насљеђе. Има богату историју као хајдучко уточиште. Данас, челична стаза по стијенама (Via ferrata „Соколов пут”), мами бројне љубитеље адреналинских спортова. Требевић, некада центар олимпијских активности, укључујући боб стазу из 1984. године, данас је популаран за планинарење и рекреацију, иако је током рата 1990-их претрпио знатна оштећења, планина се активно обнавља и враћа свој туристички сјај. Бјелашница и Игман се простиру југозападно од града. Трескавица је планински масив који припада Динаридима коју краси велики број језера што је чини идеалном дестинацијом за планинаре и оне који траже мир у нетакнутој природи.

### Клима
Источно Сарајево има умjерено континенталну климу с алпским утицајима, што је типично за планинске предјеле Босне и Херцеговине. Град се налази на просјечној надморској висини од око 500 метара, окружен високим планинама. Просјечна годишња температура је 9,5°C, уз јануар (-1,3°C) који је најхладнији мјесец у години и јул (19,1°C) који је најтоплији. Највиша забиљежена температура је 40,0°C 19. августа 1946, док је најнижа забиљежена температура била -26,4°C дана 25. јануара 1942. У просјеку, Источно Сарајево има 68 љетњих дана годишње (температура већа од 30,0°C). Град одликују изразите зиме, умјерено топла љета, знатне промјене температуре, те обилне падавине почетком љета. Ова клима чини Источно Сарајево привлачним за активности током цијеле године: зимске спортове на околним планинама и планинарење или бициклизам током топлијих мјесеци.

## Историја
Данашње подручје града Источно Сарајево је било насељено још у праисторији, на шта указује велики број праисторијских некропола (громиле) и градина на подручју Гласинца, од којих су најзначајније Мала Градина у Бјелосављевићима, Градина Пуховац, Кочев до и Талине (соколачка општина). По Гласиначкој висоравни име је добила и једна од најзначајнијих култура бронзаног и жељезног доба на европском континенту. То је била култура једног од највећих илирских племенских савеза — Аутеријата и подељена је у три фазe (1800 — 800 године п. н. е.). Ова култура представља историјски континуитет са бутмирском неолитском културом (2400 — 2000. п. н. е.) чија се налазишта налазе у пограничном подручју ФБиХ и Кантона Сарајево са општином Источна Илиџа. Иако је простор данашњег града Источно Сарајево био у саставу Римске Империје, римски односно антички археолошки локалитети нису значајније заступљени. 
У средњем вијеку овај простор је био у саставу Краљевине Босне, која представља трећи период у развоју српске феудалне државе, под именом Босна, која је настала на Митровдан 1377. године када се тадашњи бан Стефан Твртко I Котроманић крунисао на гробу Светог Саве у Милешеви и овенчао за у Христу Исусу благовјерног и Богом постављеног Стефана, краља Србима и Босни и Поморју и Западним странама, чиме је потврђивао немањићку традицију и тежњу очувању Царства које се практично распало након Маричке битке 1371. године. Стефан Твртко је по мајчиној линији био крвно везан за Немањиће, краљ Драгутин му је био деда, па је имао много више услова од осталих обласних господара да се наметне као обновитељ царства. Након његове смрти 1391. године долази до слабљења српске државе у Босни, и до осамостаљивања крупних властелинских породица. У касном средњем вијеку, у периоду феудалног партикуларизма, крајем 14. и почетком 15. вијека областима које данас покрива територија града Источно Сарајево, али и већом регијом источног дијела Босне и Херцеговине управља властелинска породица Павловић. Из тог периода и раније потичу стари градови и утврђења као што су Витањ, Хрељин град и Стари град изнад изворишта Паљанске Миљацке. 
Стари град Ходидјед изнад Миљацке и Сарајева једини је остао под контролом  српског краља и један је од првих градова у Босни који су освојиле Османлије. На читавом подручју су присутне и бројне некрополе стећака из средњовјековног периода. Најпознатије некрополе су некрополе стећака у Војковићима, Крупцу и Хреши, али не мање значајне некрополе се налазе у околини Сокоца и Рогатице. Земљу Павловића чинили су њихови посједи у источној Босни који су захватали подручја Криваје, Праче и средње Дрине, од Олова до Врхбосне (Сарајево) на западу, до Добруна и Прибоја на истоку, без Сребренице и њене околине. На југу су се њихови посједи пружали до Лима и Дрине. У саставу земље Павловића налазиле су се жупе: Борач,  Бродар, Вишеград, Добрун, Хртар, Вратар, Студена, Оловци и Осат, уз Врхбосну, Бистрицу, Осаницу и Драмешин. Поред ових посједа у једном историјском тренутку Павловићи су управљали подручјем Билеће и Требиња, дијелом Конавала са Цавтатом. Са падом Краљевства 1463. године и ово подручје доспијева под турску власт. Значајнији споменици из турског периода су били Селимија џамија у Кнежини и Јахијино турбе у Бјеласовићима.
Године 1878. Аустроугарска преузима управљање Босном и Херцеговином, па тако и данашњим подручјем града Источно Сарајево. Војна касарна у Подроманији (у склопу данашњег комплекса психијатријске болнице) представља градитељско насљеђе из овог периода.

#### Утврђења
На територији Источног Сарајева постоје три утврђења: 
- Ходидјед — средњовјековни стари град чији се остаци налазе у селу Булози, Источни Стари Град;
- Стари град — средњовјековни стари град чији се остаци налазе на саставцима Паљанске Миљацке и Мокрањске Миљацке;
- Градина — средњовјековно утврђење које се налази у Горњим Палама и постојала је као управни центар за подручје паљанског поља, а можда и ширег подручја властелинске породице Павловића.

Кроз паљанску котлину пролазио је веома важан пут Via Drine, а распоред утврђења је ишао пратећи трговачки пут и токове Миљацке, Праче, Дрине и Рзава, што говори о важности говори о важности земље Павловића кроз коју је пролазила саобраћајна траса која је спајала исток и запад.

### Формирање града
Град Српско Сарајево, је конституисан на Палама, уз присуство Предсједника скупштина и извршних одбора српских општина Хаџићи, Илиџа, Вогошћа, Рајловац, Илијаш, Пале, Центар, Стари Град, Нови Град Сарајево и Ново Сарајево, општина које су биле под контролом Срба. Народна скупштина Републике Српске 2. априла 1996. године доноси закон којим се потврђује Град Српско Сарајево, и то име носи све до 2004. године када га је поништио Уставни суд БиХ, тако да се од 2006. године користи назив Источно Сарајево. Српско Сарајево је имало енорман стратешки значај за формирање и одбрану Републике Српске.  
Град Источно Сарајево је конципиран као јединица локалне самоуправе која има надлежност над општинама: Источно Ново Сарајево, Источна Илиџа, Источни Стари Град, Пале, Трново и Соколац. Званично је конституисан 13. марта 1993. године, још у току Одбрамбено – отаџбинског рата, а читава историја сарајевских Срба на простору Сарајевско – романијске регије може се посматрати као вишевјековни континуитет трајања и затирања. Први закони су донешени крајем 1993. године и почетком 1996. године и тада је и формализован назив Српско Сарајево.
Након потписивања Дејтонског мировног споразума 21. новембра 1995. године, дио општина града Сарајева које су биле под контролом Срба, припале су Федерацији БиХ, што је резултовало Егзодусом око 157 000 сарајевских Срба, који су напустили град носећи са собом и посмртне остатке својих погинулих али и предака. Већина избјеглог становништва зауставила се у некој од шест општина у саставу града Источно Сарајево. 

#### Повјереништво за Град Српско Сарајево
Повјереништво за Град Српско Сарајево је формирано 1996. године на основу Тачке 2. Амандмана XXXV на Устав Републике Српске и Тачке 2. Одлуке о образовању повјереништава за општине односно подручја која су у цјелини или дјелимично ушла у састав Федерације БиХ. Повјереништво града извршава налоге Народне скупштине, Предсједника Републике и Владе Републике Српске и врши послове из надлежности Скупштине Града и Извршног одбора у складу са законом. Повјереништво је образовано у сљедећем саставу:
1. Мирко Шаровић, предсједник,
2. Момчило Ћеклић,
3. Рајко Копривица,
4. Бошко Лемез,
5. Јово Божић,
6. Ратко Радић,
7. Милован Бјелица,
8. Ненад Веселиноћ,
9. Трифко Радић.

Први локални избори у Републици Српској одржани су 1997. године, и од тада до данас на челу града Источно Сарајево је било осам градоначелника:
1. Мирко Шаровић (1997 – 1999)
2. Предраг Ласица (2000 – 2003)
3. Миливоје Гутаљ (2003 2005)
4. Радомир Кезуновић (2005 – 2009)
5. Винко Радовановић (2009 – 2013)
6. Ненад Самарџија (2013 – 2017)
7. Ненад Вуковић (2017 – 2020)
8. Љубиша Ћосић (2020 – траје)

## Политичко уређење

### Градска администрација
Градоначелник града од 2020. године бира се путем непосредних избора, док је до 2020. године биран посредно путем Скупштине града. Градску администрацију, поред градоначелника који врши извршну власт, чини и Скупштина града која врши нормативну власт. Административни центар Града Источно Сарајево је у општини Источно Ново Сарајево, док је дио градских органа смјештен на територији других општина.
Тренутни градоначелник је Љубиша Ћосић, који је на ту функцију ступио након локалних избора у Босни и Херцеговини 2020. године. Скупштину Града Источно Сарајево чини 31 одборник. Градски одборници су делегирани из општинских скупштина. Број делегираних одборника пропорционалан је броју становника сваке општине.

## Републичке и државне институције

### Републичке институције
У периоду грађанског рата, од 1992. до 1995. године, у Палама односно Српском Сарајеву су биле смјештене кључне политичке и правне институције Републике Српске, укључујући кабинет предсједника Републике Српске, Владу Републике Српске и њене органе, Народну скупштину Републике Српске, новинску агенцију СРНА, телевизијски студио Канал С, као и новине Јавност и Огњишта.
Тренутно на територији града Источно Сарајево смјештене су сљедеће републичке институције:
- Републичка управа цивилне заштите је до 1997. године била у саставу Министарства одбране Републике Српске, након чега се издваја из Министарства Законом о цивилној заштити Републике Српске;
- Окружни суд у Источном Сарајеву основан је у мају 1992. године под називом Виши суд у Сарајеву. Законом о Високом судском и тужилачком савјету БиХ проведена је реформа правосуђа којом су конституисани правосудни органи у складу са новим прописим;[16]
- Окружно тужилаштво у Источном Сарајеву установљено је на основу Одлуке Високог судског и тужилачког савјета Републике Српске, дана 10. новембра 2003. године. Окружно тужилаштво у свом саставу има двије подручне канцеларије у Вишеграду и Власеници;[17]
- Окружни привредни суд;[18]
- Завод за уџбенике и наставна средства Републике Српске је основан Одлуком Владе Републике Српске од 4. септембра 1992. године под називом Републички издавачки завод „Просвјета“, док од 1. августа 2004. године послује као Јавно предузеће „Завод за уџбенике и наставна средства“;[19]
- Кинотека Републике Српске основана је почетком 2009. године одлуком Владе као установа од значаја за Републику Српску. Оснивањем Кинотеке, „Срна филм“ званично престаје са радом;
- Црвени крст Републике Српске је јединствена хуманитарна, добровољна невладина организација која дјелује у области здравства и социјалне политике на територији Републике Српске;
- ЈП „Шуме Републике Српске” основано је Одлуком Владе Српске Републике Босне и Херцеговине дана 8. јуна 1992. године с циљем обједињења свих шумских газдинстава на подручју Републике Српске.

### Државне институције
- Државна агенција за истраге и заштиту (СИПА)
- Агенција за форензичка испитивања и вјештачења
- Агенција за надзор над тржиштем
- Агенција за превенцију корупције и координацију борбе против корупције
- Имиграциони центар Службе за послове са странцима
- Институт за стандардизацију

## Становништво
Источно Сарајево је нови град настао захваљујући друштвено-политичким дешавањима у БиХ, 1992-1995. године. Ово подручје насељено је у ратним и послијератним годинама српским избјеглицама из сарајевских општина које су контролисали Бошњаци. Током Југославије пописи становништва су вршени сваких 10 година, те је последњи попис у бившој држави извршен 1991. године. Званични попис становништва у БиХ након рата извршен је 2013. године. Међутим, Републички завод за статистику Републике Српске је одбацио резултате тог пописа наводећи да су у укупни број становника неправилно уврштена и лица која немају пребивалиште у БиХ.
∗ Пописи становништва 1961-1981
- Етнички састав Сарајева по насељима 1961. године
- Удео Срба у Сарајеву по насељима 1961. године
- Етнички састав Сарајева по насељима 1971. године
- Етнички састав Сарајева по насељима 1981. године

∗ Попис становништва 1991. године
- Етнички састав Сарајева по насељима 1991. године
- Етнички састав Сарајева по насељима 1991. године
- Удео Муслимана у Сарајеву по насељима 1991. године
- Удео Срба у Сарајеву по насељима 1991. године
- Удео Хрвата у Сарајеву по насељима 1991. године

∗ Попис становништва 2013. године
- Етнички састав Сарајева по насељима 2013. године
- Етнички састав Сарајева по насељима 2013. године
- Удео Бошњака у Сарајеву по насељима 2013. године
- Удео Срба у Сарајеву по насељима 2013. године
- Удео Хрвата у Сарајеву по насељима 2013. године

|                      | 2013.           |
| Укупно               | 61 516 (100,0%) |
| Срби                 | 57 953 (94,21%) |
| Бошњаци              | 2 429 (3,949%)  |
| Хрвати               | 442 (0,719%)    |
| Неизјашњени          | 238 (0,387%)    |
| Остали               | 80 (0,130%)     |
| Роми                 | 74 (0,120%)     |
| Црногорци            | 60 (0,098%)     |
| Босанци              | 57 (0,093%)     |
| Непознато            | 51 (0,083%)     |
| Југословени          | 40 (0,065%)     |
| Муслимани            | 23 (0,037%)     |
| Босанци и Херцеговци | 20 (0,033%)     |
| Македонци            | 17 (0,028%)     |
| Словенци             | 17 (0,028%)     |
| Украјинци            | 11 (0,018%)     |
| Албанци              | 4 (0,007%)      |

## Религија

#### Вјерски објекти
Главни чланак: Списак вјерских објеката на подручју Града Источно Сарајево
На територија града Источног Сарајева највећи дио становништва је православне вјероисповијести, док постоји и одређен број римокатолика, као и припадника исламске вјероисповијести.

## Привреда
Град Источно Сарајево је административно, привредно, туристичко и културно средиште источног дијела Републике Српске. Смјештен у непосредној близини Сарајева, главног града Босне и Херцеговине, и повезан Међународним аеродромом Сарајево са свјетским метрополама, град има стратешки повољан положај који привлачи инвеститоре и посјетиоце. Са тржиштем од око 600.000 људи у широј регији, Источно Сарајево је погодна локација великим тржним центрима, пословним комплексима и представништвима бројних домаћих и међународних компанија и банака. 
Привреда Источног Сарајева базира се на неколико кључних сектора: туризму, шумарству, индустрији, грађевинарству и трговини. У општини Соколац налази се предузеће од републичког и регионалног значаја:
- Јавно предузеће „Шуме Републике Српске“ а.д. Соколац које управља шумским ресурсима Републике Српске, бави се производњом и прерадом дрвета, те игра кључну улогу у газдовању шумама.

У општини Источно Ново Сарајево дјелују предузећа из области машинске и електроиндустрије, док су у општини Пале смјештене значајне фирме из туристичког и угоститељског сектора. Током периода СФРЈ, на територији данашњег Источног Сарајева постојало је више значајних привредних субјеката (фабрика у металној, дравној и текстилној индустрији). Након рата, многе фирме су се суочиле с потешкоћама у приватизацији, што је довело до смањења производње или гашења. Ипак, доласком страних инвеститора, неке компаније су се реорганизовале и наставиле успјешно пословање, посебно у секторима грађевинарства и трговине.
Источно Сарајево располаже богатим природним ресурсима који подржавају привредни развој. Шуме покривају значајан дио територије, посебно у општинама Трново (67% површине) и Пале, чинећи шумарство једним од носилаца привреде. Буква, јела, смрча и храст основни су ресурси за примарну и финалну прераду дрвета, али и за развој екотуризма и заштиту земљишта. Планински масиви Јахорина, Требевић, Романија, Бјелашница и Трескавица чине основу за развој туризма, укључујући зимски туризам, планинарење и авантуристичке активности попут виа феррата. Ријеке попут Праче и Жељезнице, уз бројна планинска врела, погодују рибарству, производњи здраве хране и екотуризму. Потенцијал за мале хидроелектране и наводњавање пољопривредних површина тренутно је недовољно искориштен. Општина Источни Стари Град је богата минералним ресурсима гдје постоје значајне количине камена, посебно украсног, који се користи у грађевинарству. Метална, дрвна и текстилна индустрија присутне су, али углавном кроз мала и микро предузећа. У Источном Новом Сарајеву дјелују фирме из машинске и електроиндустрије. Због глобалног тренда преласка на обновљиве изворе енергије, повољних климатских услова и развијене електро-мреже Фотонапонске електране у Источном Сарајеву доживљавају све већу популарност. Источно Сарајево, смјештено у планинском подручју, има добар потенцијал за кориштење соларне енергије с обзиром на значајан број сунчаних сати годишње (око 1.800 сати). Ово омогућава ефикасну производњу електричне енергије путем фотонапонских система. Послијератни период донио је процват грађевинарства, посебно у стамбеној изградњи и инфраструктури.
Источно Сарајево, са својим природним богатствима, стратешким положајем и туристичким потенцијалом представља привлачну дестинацију за инвеститоре и посјетиоце нудећи прилике за развој модерне и одрживе привреде.

## Саобраћај
Преко територије града прелазе четири значајне друмске саобраћајнице према Србији и Црној Гори: Источно Сарајево–Соколац–Зворник–Лозница, Источно Сарајево–Соколац–Рогатица–Вишеград–Ужице, Источно Сарајево–Пале–Горажде–Вишеград–Ужице, Источно Сарајево–Трново–Добро Поље–Фоча–Црна Гора. Жељезнички саобраћај није присутан на територији града. Најближа жељезничка станица је Централна жељезничка станица Сарајево, а најближа жељезничка пруга је пруга Зеница–Сарајево–Мостар. До 70–их година прошлог вијека преко територије града је пролазила ускотрачна жељезничка пруга Сарајево–Пале–Прача–Устипрача–Вишеград–Ужице. Међународни аеродром Сарајево готово просторно граничи са градом Источно Сарајево, у подручју општине Источна Илиџа.

## Комуникација и Медиј
Како је сам град Источно Сарајево настајао у периоду Одбрамбено-отаџбинског рата (1992-1995. године) и почео да се развија непосредно након његовог завршетка, тако је и знатан број медијских кућа настајао у том периоду. Током ратног периода и неколико година касније, тадашње Српско Сарајево је као дејуре и дефакто главни град Републике Српске, било сједиште јавног радио-телевизијског сервиса - Српске радио-телевизије (данашња Радио-телевизија Републике Српске), Српске новинске агенције Срна (данашња Новинска агенција Републике Српске), Радио Романије (данашњи Инфо центар Соколац), као и штампаних медија попут Гласа Српске и Ослобођења (Ослобођење - ратно или "Српско Ослобођење", а званично само НИШП "Ослобођење").
У Источном Сарајеву данас су смјештени Градска радио-телевизија Источно Сарајево, чији је оснивач Град Источно Сарајево, Информативно-технички центар Радио-телевизије Републике Српске, Радио ОСМ, Инфо центар Соколац, као и дописништва БН телевизије из Бијељине, Алтернативне телевизије из Бања Луке, К3 телевизије из Прњавора, те дописништва Новинске агенције Републике Српске, Гласа Српске и Блица.  У Источном Сарајеву сједиште има и одређен број информативних портала.
- Радио-телевизија Републике Српске је јавни радио-телевизијски сервис са сједиштем у Бања Луци. На територији града дјелује у оквиру Информативно-техничког центра Источно Сарајево. Основана је 6. маја 1992. године, као Студио С, (будућа Српска радио-телевизија – СРТ, а касније Радио-телевизија Републике Српске). Из студија у Палама емитован је први телевизијски Дневник, који је у то вријеме био једини начин информисања становника источног дијела Републике Српске. Техничким увезивањем студија у Палама са студијом у Бањалуци почело је емитовање програма на простору     цијеле Републике Српске и БиХ. Овакав начин рада трајао је до 1998. године, када студио у Бањалуци постаје     централни студио, а студио у Палама наставља рад као информативно - технички центар. Сједиште ИТЦ-а Источно Сарајево, у јулу 1999. године, премјештено је из Пала у општину Источно Ново Сарајево, одакле и данас емитује програм.
- Новинска агенција Републике Српске — СРНА, раније Српска новинска агенција, званична је новинска агенција Републике Српске. Основана је 7. априла 1992. године у Палама као прва новинска агенција Републике Српске. Одлуком Владе Републике Српске од 27. марта 2008. године промијенила је назив у Новинска агенција Републике Српске — СРНА. Основана је из потребе да се шира јавност тадашње Југославије обавијести о дешавањима која су претходила почетку рата у Сарајеву. Тадашња СРНА је већ 1996. године имала дописнике у свим градовима Републике Српске и у иностранству.
- Радио-телевизија Источно Сарајево је градски медиј, основан одлуком Скупштине града Источно Сарајево. Програм ове медијске куће је идејно и тематски посвећен првенствено гледаоцима са подручја града Источно Сарајево и     Сарајевско-романијске регије, али и општина у источном дијелу Републике Српске. Сједиште ове радио-телевизијске станице налази се у улици Стефана Немање 14 у Источном Новом Сарајеву, гдје су смјештене просторије радија, док се телевизијски програм емитује из студија смјештеног у општини Пале. У плану је обезбјеђивање новог, обједињеног,     простора за ову градску радио-телевизију у будућој Градској кући која је планирана у општини Пале.
- Радио ОСМ је приватна радио станица са сједиштем у Источном Сарајеву, у општини Пале. Ова радио станица је програмски комерцијална, уређивачки самостална, а жанровски је општег типа.
- Инфо центар Соколац је настао из некадашњег JП „Радио Романија” које је основано 1975. године као 39. радио станица у БиХ. Из студијских просторија које су биле смјештене у објекту Средњошколског центра, 30. новембра 1975. године, први пут се огласио сигнал Радио Романије. Данашњи Инфо центар Соколац (насљедник тадашњег Радија Романија) свакодневно, према програмској шеми, емитује радијски програм, уз информаивне садржаје и ауторске емисије, а у оквиру овог медија штампају се и Соколачке новине, које излазе мјесечно, као, локално, информативно гласило.[24]

## Култура
У граду Источно Сарајево егзистира пет културних центара и то:
- Културни центар Источно Ново Сарајево,
- Културни центар Пале,
- Центар за културу и информисање Источна Илиџа,
- Центар за културу Трново и
- Установа за културу „Перо Косорић” Соколац.[25]

У општини Источно Ново Сарајево 2024. године отворено је Народно позориште Источно Сарајево.
Матична библиотека Источно Сарајево је основана одлуком Скупштине града Источно Сарајево 1996. године, а од 28. јуна исте године је почела са радом. Данас располаже са преко 100.000 књига смјештених у пет одјељења. Свих шест општина у саставу града, имају народне библиотеке, с тим што су општине Источно Ново Сарајево и Источна Илиџа формирали заједничку библиотеку.
У Источном Новом Сарајеву налази се Галерија Кућански која је првобитно замишљена као легат академика и умјетника Бошка Кућанског, али накнадном промјеном плана и знатним проширењем објекта добија намјену музеја. У општини Пале налази се Цековића кућа која је изграђена 1915. године. Представља једну од најочуванијих и најљепших кућа на овим просторима са почетка XX вијека. Реконструисана је 2007. године и у њој се данас налази Галерија ликовне колоније Пале.
На територији града се организују бројне културне манифестације. Неке од њих су:
- Међународни фестивал малих сцена и монодраме – Источно Ново Сарајево
- Јахорина филм фестивал – Пале
- Лут фест – Источно Ново Сарајево
- Међународни филмски фестивал „Први кадар“ – Источно Ново Сарајево
- Дани Душка Трифуновића – Палe

#### Значајни датуми
Крсна слава Града Источно Сарајево је Свети Петар Сарајевски 17. септембра.
- 40 дана након Васкрса, Спасовдан, крсна слава општине Источно Ново Сарајево.
- 6. мај Свети Георгије, крсна слава општине Источна Илиџа.
- 12. јул Петровдан, крсна слава општине Трново.
- 2. август Свети пророк Илија, крсна слава општине Соколац.
- 9. август Свети Пантелејмон, крсна слава општине Источни Стари Град.
- 28. август Велика Госпојина, крсна слава општине Пале.

## Образовање
Универзитет у Источном Сарајеву један је од два водећа универзитетска центра у Републици Српској. У саставу Универзитета налази се 16 факултета и двије умјетничке академије, смјештени у 9 градова Републике Српске, док је Ректорат као административни центар смјештен у Источном Новом Сарајеву. Наставу на овом интегрисаном Универзитету данас похађа око 8.000 студената. Универзитет у Источном Сарајеву баштини традицију једне од првих високошколских институција у БиХ – Богословије у Сарајеву која је основана 1882. године. Под именом Универзитет у Сарајеву Републике Српске, основан је 14. септембра 1992. године одлуком Народне скупштине Републике Српске.
Чланице Универзитета организују бројне научне, умјетничке и стручне скупове, а то су:
- Пољопривредни факултет – „AGROSYM“,
- Правни факултет – Научни скуп поводом Дана Правног факултета,
- Електротехнички факултет – „ИНФОТЕХ Јахорина“,
- Машински факултет – „Conference on Mechanical Engineering Technologies and Applications COMET-a“,
- Економски факултет – „Јахорински пословни форум“.[27]

На подручју Источног Сарајева дјелује неколико научно-истраживачких институција, међу којима су значајне:
- Институт за електроенергетику (ИРЦЕ) и Институт за осигурање квалитета, оба у оквиру Енергоинвеста, смјештена у насељу Лукавица, општина Источна Илиџа;
- УНИС Институт за заштиту и екологију, смјештен у општини Пале, који се бави истраживањима у области заштите животне средине и безбједности.[28]

Ове институције доприносе развоју науке и технологије у региону, сарађујући са привредним и академским сектором.
У Источном Сарајеву постоји девет основних школа и Школа за основно музичко образовање, које пружају темељно образовање дјеци у шест општина града. Средњошколски систем обухвата четири установе:
- Средња школа „28. јуни“ Источно Ново Сарајево,
- Средњошколски центар „Источна Илиџа“ Источна Илиџа,
- Средњошколски центар „Пале“ Пале,
- Средњошколски центар „Василије Острошки“ Соколац.

Ове школе нуде разноврсне програме, укључујући гимназијске, стручне и занатске смјерове, прилагођене потребама локалне заједнице.

У Источном Сарајеву је смјештен Завод за уџбенике и наставна средства Републике Српске који је одговоран за издавање и дистрибуцију уџбеника, наставних материјала и других образовних ресурса за школе у Републици Српској. Завод има кључну улогу у стандардизацији и унапређењу квалитета образовања.

## Туризам
Источно Сарајево нуди разноврсне туристичке доживљаје. Град је идеална дестинација за зимске спортове, планинарење, бициклизам, културна истраживања и опуштање у нетакнутој природи.
Јахорина и „Равна планина“ су свјетски познати ски центри због својих 55 km алпских и 10 km нордијских стаза, што их чини епицентром зимског туризма гдје зимска сезона траје 5 мјесеци. Модерна инфраструктура, укључујући гондолу, ски-лифтове и угоститељске објекте привлаче професионалне скијаше и аматере. Љети нуде стазе идеалне за планинарење и брдски бициклизам уз панорамски поглед.
Планине Требевић и Романија рај су за планинаре и рекреативце. Виа феррате „Бијеле стијене“ на Требевићу и „Соколов пут“ на Романији нуде узбудљиве успоне кроз стјеновите терене уз сигурносну опрему, привлачећи љубитеље адреналина. На стрмим литицама Романије на надморској висини 1515 m налази се Новакова пећина, која је добила име по народном јунаку Старина Новаку. На извору мокрањске Миљацке налази се Пећина ледењача гдје се лед задржава и током љетних мјесеци.
Трескавица је позната по кристално чистим језерима и нетакнутој природи, идеалној за камповање и планинарење. 
Пећина Орловача, спелеолошко чудо, је јединствена атракција уређена за туристичке посјете. Њени сталагмити, сталактити и халактити различитих боја и облика одушевљавају посјетиоце. Пронађени остаци пећинског медвједа (Ursus spelaeus), црвеног алпског вука и инсекта из породице Coleoptera чине је значајном за спелеолошке и научне ентузијасте.
Источно Сарајево је рај за љубитеље лова и риболова. Бистре ријеке попут Праче и Жељезнице обилују поточном пастрком и ријечним раковима, привлачећи риболовце.
Град привлачи туристе нетакнутом природом и својом гастрономском понудом, као и разноврсним могућностима за активан одмор, а захваљујући близини Међународног аеродрома Сарајево одлично је повезан са свјетским дестинацијама.

## Паркови и рекреационе површине
На територији града Источног Сарајева, постоји велики број, паркова, рекреационих површина, планинских и пјешачких стаза. 
Парк Сунца је први изграђен и уређен парк у Источном Сарајеву, смјештен у Источном Новом Сарајеву. Велике је површине, са стазама за шетњу и просторима за одмор и рекреацију. Изградња Меморијалног комплекса посвећеног страдалим српским цивилима Сарајева и Сарајевско-романијске регије у XX вијеку представља један од битних сегмената који дају значај овам парку.
Спортско-рекреативна зона Чича је модерна зона смјештена је у Источном Новом Сарајеву, површине 5 810 m². Одраз је врхунског простора за спортске активности и опуштање у природном окружењу.
Изградња Градског парка, који је након завршетка добио име Принципов парк почела је у децембру 2013. године у самом центру Источног Сарајева, на територији општине Источно Ново Сарајево (насеље Лукавица). Парк је свечано отворен на Видовдан 2014. године, као дио церемоније обиљежавања стогодишњице Великог рата. У парку доминира споменик Гаврилу Принципу, који гледа према Сарајеву, и дјечијем игралишту у склопу парка. 
Парк великана препознатљив је по бистама 10 историјских личности које су у различитим областима и временским периодима утицале на опстанак и развој српског и осталих народа на овим просторима. Поред бисти налази се простор за игру, одмор и рекреацију. Смјештен је у централном дијелу општине Источно Ново Сарајево.
Амфитеатар „Бели вук“ налази се на локацији Помоли, Тврдимићи на надморској висини од 1052 m. Смјештен је у природи и симболизује јединство и слободу. Посвећен је команданту јединице Бели вукови, Срђану Кнежевићу. Предвиђен је као туристичко-рекреативни комплекс те располаже смјештајним капацитетима, викендицама и спортским теренима.
Градски парк у општини Пале красе зелене површине, терен за баскет, амфитеатар на отвореном, површине обиљежене за играње шаха, те дјечије игралиште што га чини идеалним за све генерације.
На Палама се налази Олимпијски парк, са спомеником Олимпијска пахуљица, на којој су урезана имена паљанских олимпијаца који су учествовали на олимпијским играма кроз историју. Поред Олимпијског парка, на Палама се налази и Спомен-парк Срђану Кнежевићу, са изграђеним спомеником легендарном команданту јединице Бели вукови.

Такође, у општини Пале у част палим борцима у Другом свјетском рату изграђен је и Спомен-парк народном хероју Милану Симовићу. 
Дино парк је смјештен на Равној планини. Представља праву авантуристичку дестинацију са чудесним репликама диносауруса. Окружен је природом и великим бројем пјешачких стаза које се простиру дуж планине кроз шуму.
Парк природе „Голи Коран“ природни је резерват, идеалан за шумски бициклизам и рекреативне шетње.
На Сокоцу постоје три парка. Парк бораца Романије у Сокоцу изграђен је 1978. године уз Спомен-костурницу у Сокоцу на којој су исписана имена 969 партизанских бораца погинулих на подручју општине Соколац у Другом свјетском рату. У парку су постављене бисте десет народних хероја овог краја. Овај простор је мјесто окупљања младих. 
Парк српских бораца се налази у близини зграде општине Соколац уз Централно спомен-обиљежје српским борцима погинулим у Одбрамбено-отаџбинском рату на ратиштима у околини Сарајева. На овом обиљежју исписана су имена 1250 бораца ВРС. 
Парк солунских бораца је изграђен крајем 2008. године постављањем споменика српским добровољцима, учесницима ратова за одбрану Србије од 1912-1918. године. Споменик је изграђен по узору на обиљежје српском ратнику које се налази испред цркве Ружица на Калемегдану. На овом споменику исписана су имена 360 добровољаца са подручја Романије.

## Спорт
Најзначајнији спортови у Источном Сарајеву су: фудбал, кошарка, одбојка, борилачке вјештине, као и зимски спортови – биатлон, нордијско и алпско скијање. Град је сједиште великог броја спортских клубова. У кошарци се истичу ОКК „Славија 1996“  и КК „Јахорина“ као представници града у Премијер лиги БиХ. Стубови фудбалског живота града су ФК „Славија“ и ФК „Романија“, док дугу традицију у зимским спортовима одржавају клубови СК „Романија“ и СК „Јахорина“. Значајно мјесто у спортској култури града имају борилачке вјештине гдје се истичу имена Немања Мајдов, свјетски шампион у џудоу, Милош Голић свјетски шампион у кик-боксу и легенда у џудоу Рајко Кушић. Град окружују познате олимпијске планине те је исти богат планинарским друштвима од којих су најзначајнији „Трескавица“ из Трнова и „Јаворина“ и „Јахорина“ из Пала. Општина Соколац располаже савременим градским спортским тереном, прилагођеним за тренинг и развој врхунских атлетичара.
Источно Сарајево је захваљујући савременим спортским објектима и повољним природним условима привлачна дестинација за спортске припреме националних репрезентација и дјечије спортске кампове. Одбојкашка репрезентација Србије годинама је бирала општину Пале за припреме пред свјетска првенства и друге међународне наступе.

#### Стадиони и дворане
- Спортско-рекреативни центар Славија
- Спортско-рекреативни комплекс „Чича“ Источно Ново Сарајево
- Спортска дворана „Славија“ Источно Ново Сарајево
- Спортска дворана Источно Сарајево
- Градски стадион „Влајко Петровић“ Пале
- Спортска дворана „Пеки“ Пале
- Стадион „Војковићи“ Источна Илиџа
- Спортско рекреативни центар Источна Илиџа
- Градски стадион Трново
- Градски стадион „Бара“ Соколац
- Спортска дворана Соколац

#### Спортска такмичења
Град Источно Сарајево, познат као град омладине и спорта, богат је разноврсним спортским манифестацијама, како међународним, тако меморијалним и традиционалним. Град је био домаћин Европског олимпијског фестивала младих (EYOF) 2019. године. Традиционална такмичења која се одржавају су:
- Међународни турнир у уличном баскету „FIBA 3x3: Lite quest tournament Pale – East Sarajevo“ – Пале
- 3x3 Источно Ново Сарајево – Источно Ново Сарајево
- Божићни турнир у малом фудбалу — Источно Ново Сарајево
- Љетни турнир у малом фудбалу — Пале
- Јахорина куп (алпско скијање) — Јахорина
- Првенство БиХ и Републике Српске (биатлон и нордијско трчање) – Пале
- Турнир у одбојци на пијеску — Пале
- Традиционални међународни атлетски митинг — Соколац
- Џудо првенство Републике Српске — Источна Илиџа

Град је све популарнији међу љубитељима планинског трчања због разноврсних шумских и планинских стаза, те се организују трејл трке: „Termag Challenge Race“, „Trebević Trail“ и „Jahorina Ultra Trail“.

## Градови побратими
- Крушевац, Србија
- Ниш, Србија
- Нови Сад, Србија
- Краснодар, Русија
- Ланџоу, Кина
- Цангџоу, Кина
- Плужине, Црна Гора
- Херцег Нови, Црна Гора

### Пријатељски градови
- Општина Пантелеј, Ниш Србија
- Сомбор, Србија
- Нижњи Новгород, Русија
- Никшић, Црна Гора